# Tetrastichus violaceus
Tetrastichus violaceus är en stekelart som beskrevs av Kurdjumov 1913. Tetrastichus violaceus ingår i släktet Tetrastichus och familjen finglanssteklar.
Artens utbredningsområde är:
- Ungern.
- Moldavien.
- Ukraina.

Inga underarter finns listade i Catalogue of Life.